# Tetraodon pustulatus
Tetraodon pustulatus es una especie de peces de la familia Tetraodontidae en el orden de los Tetraodontiformes.

## Morfología
Los machos pueden llegar alcanzar los 36 cm de longitud total.

## Hábitat
Es un pez de agua dulce y de clima tropical y demersal.

## Distribución geográfica
Se encuentran en África: río Cross en Nigeria.

## Observaciones
Es inofensivo para los humanos.